# Drehnow
Drehnow (em baixo sorábio: Drjenow) é um município da Alemanha, situado no distrito de Spree-Neiße, no estado de Brandemburgo. Tem 10,95 km² de área, e sua população em 2019 foi estimada em 505 habitantes.